# جورج ليستر
جورج ليستر هو منافس ألعاب قوى كندي، ولد في 1886، وتوفي في 1 مايو 1973.

## وصلات خارجية
- جورج ليستر على موقع أوليمبيديا (الإنجليزية)